# Pierre tombale de Jean Rasoir et Jeanne de Vendegies

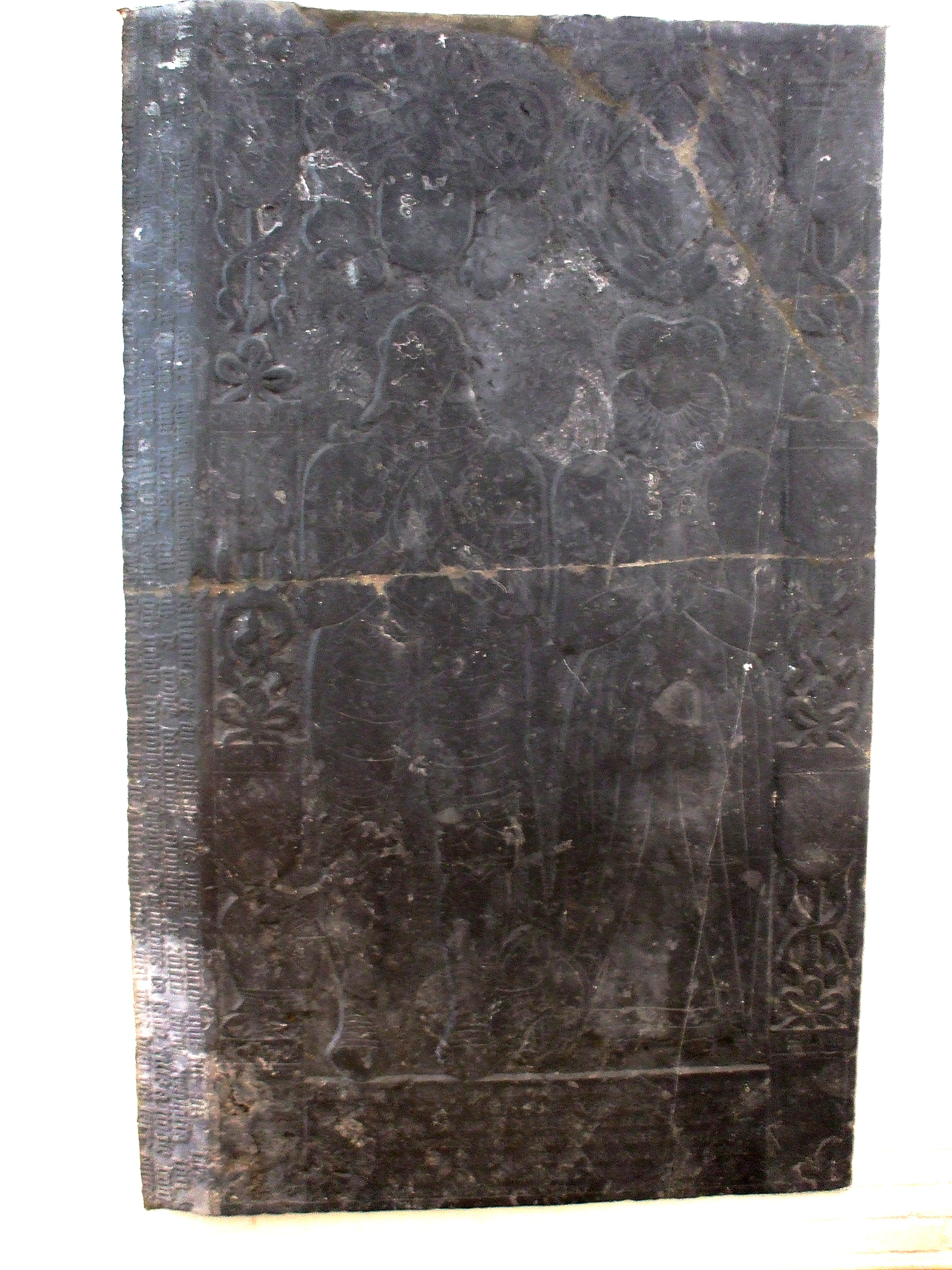
pierre tombale de Jean Rasoir et Jeanne de Vendegies (vue d'ensemble)

La pierre tombale de Jean Rasoir et de Jeanne de Vendegies est un monument funéraire des XVe et XVIIe siècles, découvert en contexte archéologique en 1975 lors de la destruction de l'église Saint-Saulve de Beuvrages, classé monument historique en 1982. 

## Description
La pierre tombale de Jean Rasoir et de Jeanne de Vendegies est un monument funéraire des XVe et XVIIe siècles, découvert en contexte archéologique en 1975 lors de la destruction de l'église Saint-Saulve de Beuvrages, classé monument historique en 1982 et conservé à la mairie de Beuvrages,. Elle représente Jean Rasoir, seigneur de Beuvrages de 1437 à 1470, et son épouse Jeanne de Vendegies, en méplat dans une dalle en pierre noire de Tournai.
Réalisée à la fin du XVe siècle comme en témoigne l'inscription du chanfrein en caractères gothiques, elle devait se trouver dans une chapelle du château seigneurial et aurait subi un incendie en 1477. Elle fut remaniée par les arrière-petits-neveux de Jean Rasoir en 1620, comme l'atteste une seconde inscription datée.
Le défunt est représenté en armure de parade, avec le heaume à ses pieds à gauche et l'épée au côté gauche. Il porte les cheveux longs et la moustache et a les mains jointes en prière. Au-dessus de lui figurent ses armoiries écartelé : aux 1 et 4, d'azur à trois flèches d'or, en bande, rangées
en barre ; aux 2 et 3, bandé d'argent et de gueules de six pièces, mêlant celles des Rasoir par son père et des Roisin par sa mère. La défunte est représentée en robe longue et porte une fraise de façon anachronique. Peut-être s'agit-il là d'une reprise de 1620. Au-dessus d'elle figurent ses armoiries, parti, au premier écartelé : aux 1 et 4, d'azur à trois flèches d'or, en bande, rangées
en barre ; aux 2 et 3, bandé d'argent et de gueules de six pièces et au second d'or à la roue de six rayons de gueules. À gauche de Jean figurent les armoiries des quatre aïeux de Jean et à droite de Jeanne celles de quatre des siens.

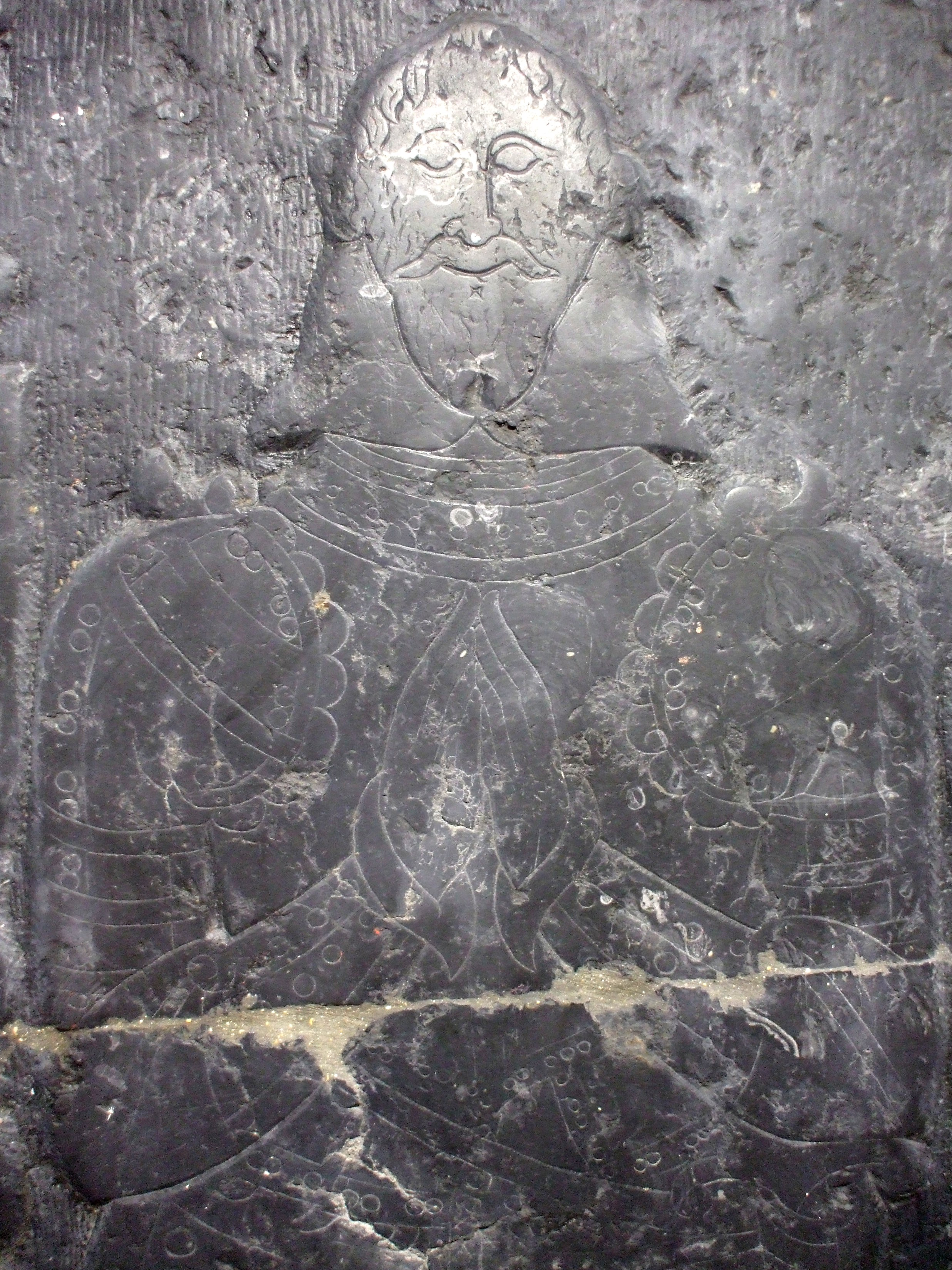
Jean Rasoir (détail)

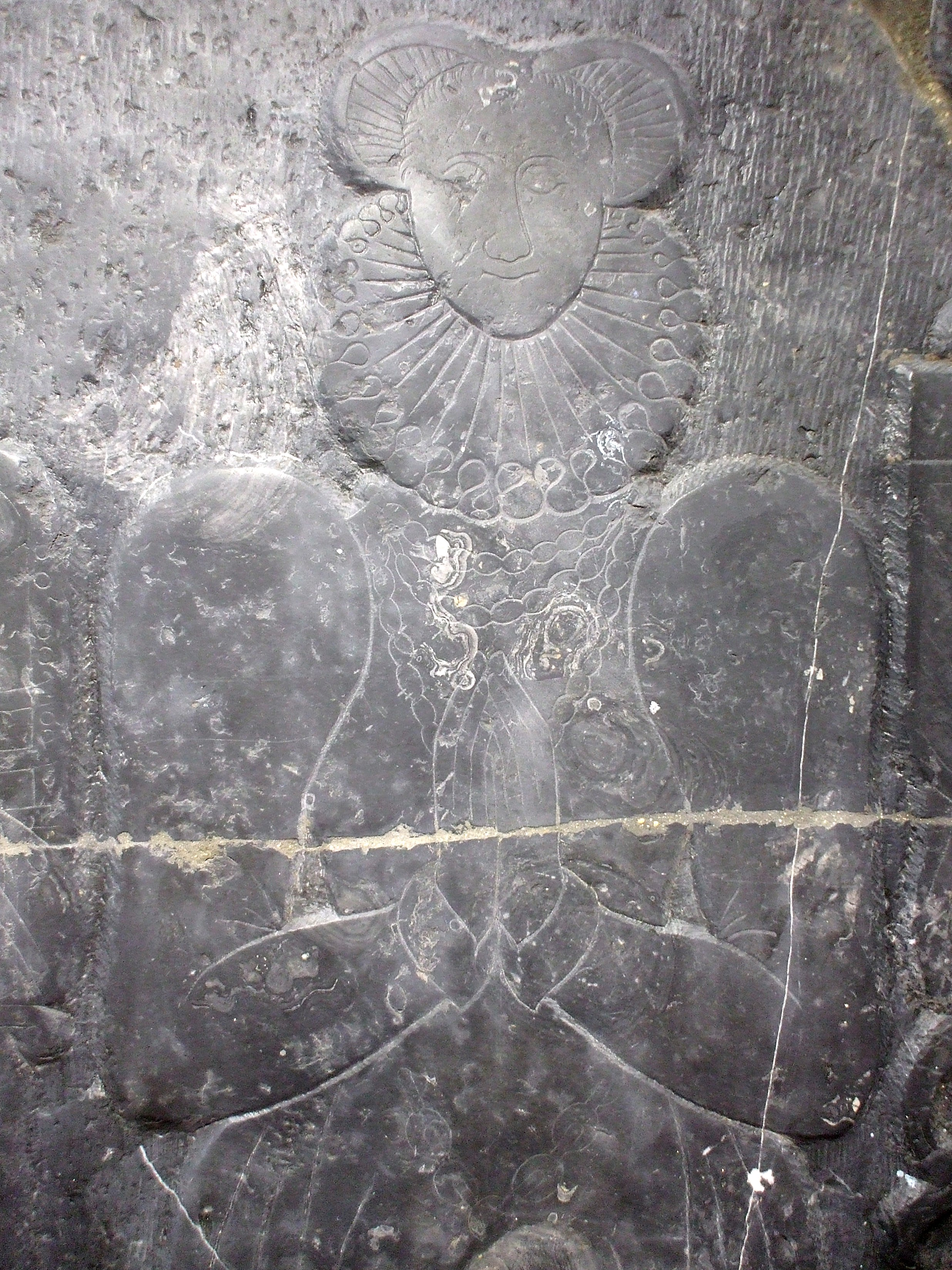
Jeanne de Vendegies (détail)

## Biographie des défunts
Jean Rasoir est le fils de Jean Rasoir (seigneur de 1431 à 1437) et Jacqueline Roisin, et le petit-fils de Pierron d'Odomez et Marie Quarouble par son père et Evrard de Roisin et Marguerite de Molembaix par sa mère. La famille Rasoir était très importante dans le Hainaut de l'époque puisque onze de ses membres furent prévôts de la ville et d'autres banquiers ou échevins. Jean Rasoir s'illustra à la guerre auprès de Jacques de Lalaing. Il autorisa, en 1444, les manants de Beuvrages à cuire du pain chez eux et non plus au four banal. Il est mort le 10 février 1470.
Jeanne de Vendegies, morte le 2 mai 1459, est la fille de Jean, seigneur de Hainin et de Jeanne de la Bouverie de Vianne. Elle a eu une fille, Marie, qui mourut avant son père.

## Inscriptions

### Inscription duXVesiècleen caractères gothiques
Cy gist Jehan Rasoir ecuier en son temps Seigneur de Buvraiges Audomez et du chasteau des pres a Maing qui fut as fils Jehan Rasoir aussy ecuier et seigneur dudiy Buvraiges et de noble demoiselle Jacqueline de Roisin lequel trépassa l'an mil IIII LXX le X jour du mois de février et auprès de lui gist noble demoiselle Jehanne de Vendegies sa femme fille de noble homme Jehan de Vendegies chevalier seigneur de Haynin laquelle trépassa l'an mil IIII LIX le II jour de mai Priez Dieu pour leurs âmes
Ci-git Jean Rasoir écuyer en son temps, seigneur de Beuvrages, Odomez et du château des Près, à Maing, qui fut fils de messire Jean Rasoir, aussi écuyer et seigneur de Beuvrages, et de noble demoiselle Jacqueline Roisin, lequel trépassa l'an 1470 le dixième jour du mois de février. Et auprès de lui git la noble demoiselle Jeanne de Vendegies, sa femme, fille de noble messire Jean de Vendegies, chevalier, seigneur de Hainin, laquelle trépassa l'an 1459 le deuxième jour de mai. Priez Dieu pour leurs âmes.

### Inscription de 1620 en caractères latins

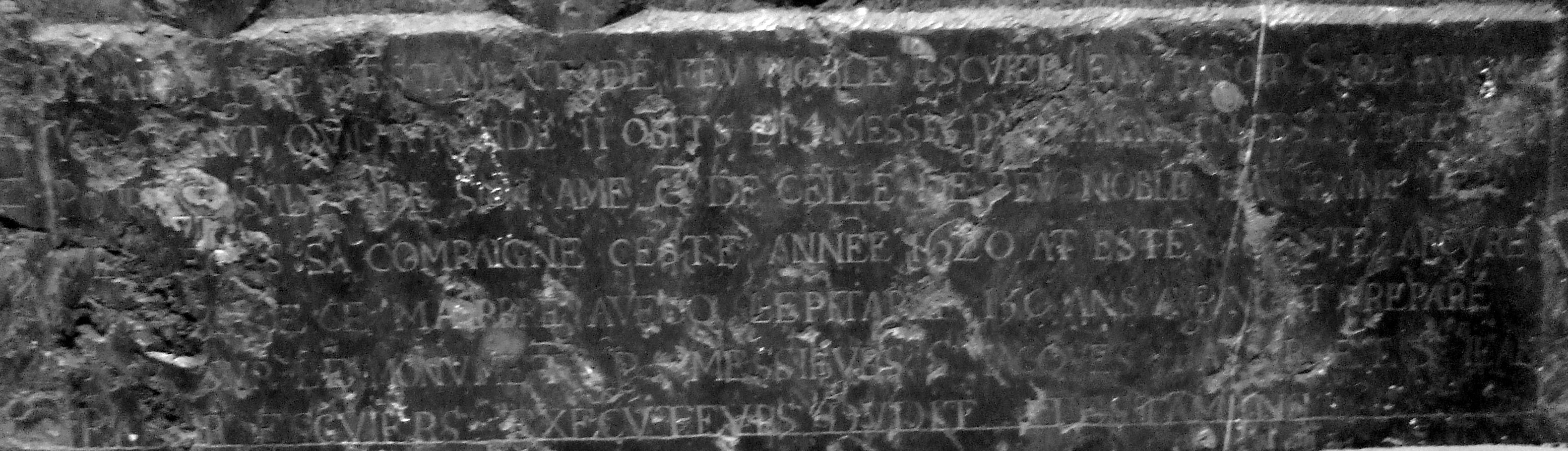
pierre tombale de Jean Rasoir, détail de l'inscription de 1620

Il appert par le testament de feu noble escuier Jehan Rasoir sire de Buvraige yci gisant qu'il a fondé onze obits et quatre messes par [...] en ceste église tant pour le salut de son âme que de ceux de feue noble demoiselle Jeanne de Vendegies sa compaigne ceste année 1620 at estet ceste arcure dressée de ce marbre avec épitaphe 130 ans auparavant préparé posé sur le monument par messiers sire Jacques Rasoir et sire Jehan Rasoir escuiers executeurs dudit testamant

## Les armoiries

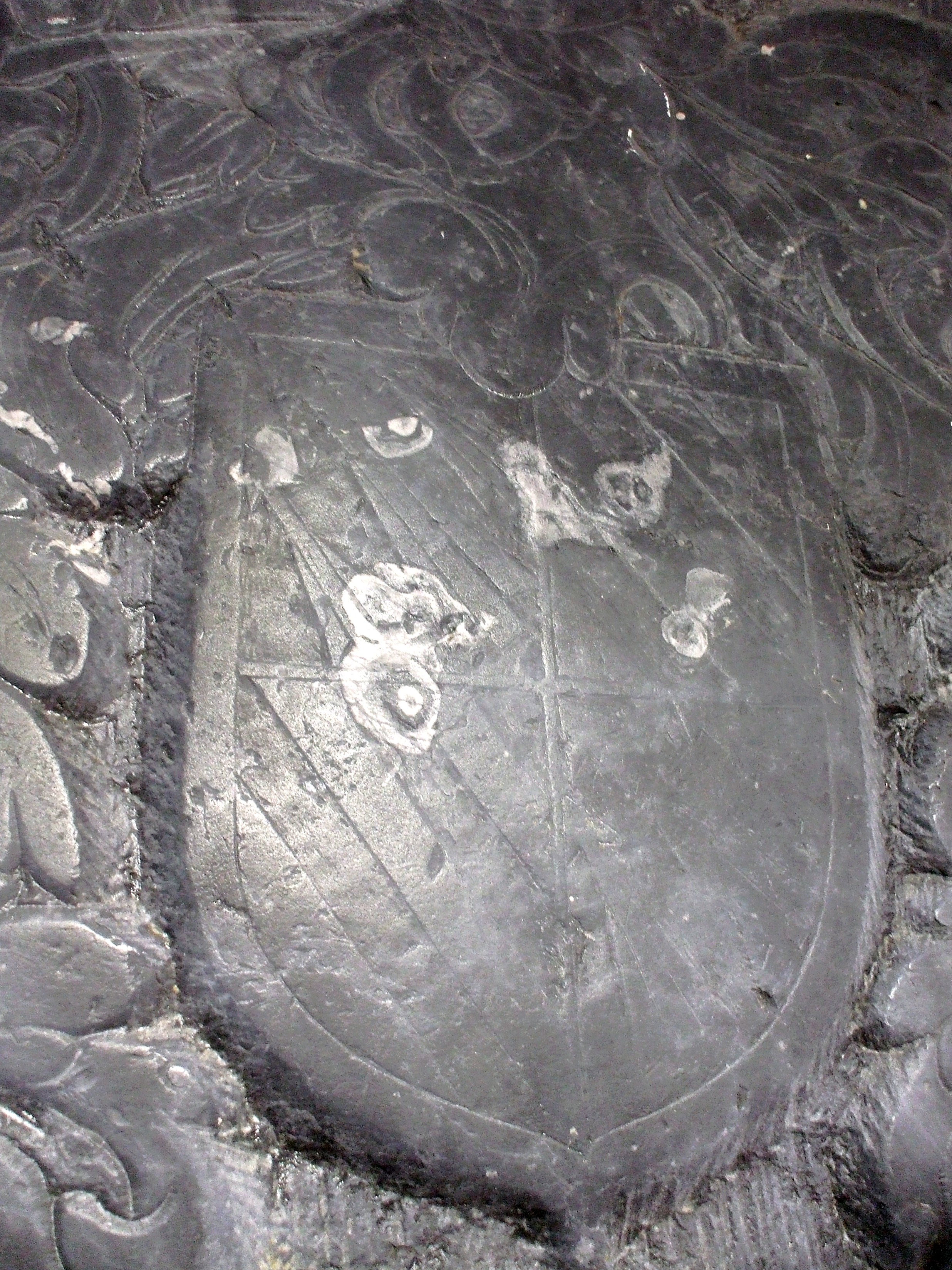
armoiries de Jean Rasoir fils, mêlant celles des Rasoir et des Roisin, aujourd'hui celles de la ville de Beuvrages
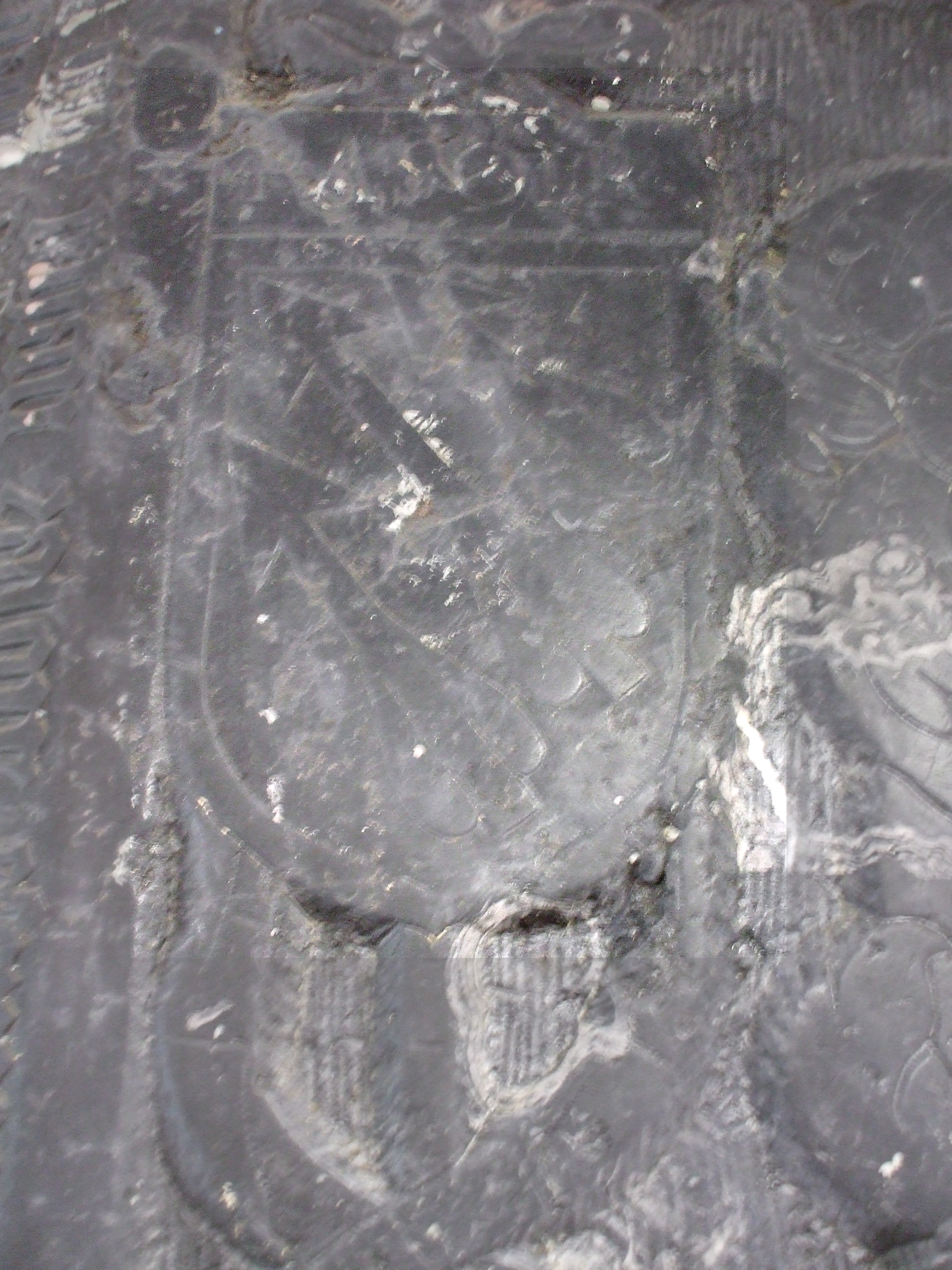
armoiries de Jean Rasoir père, d'azur à trois flèches d'or, en bande, rangées en barre
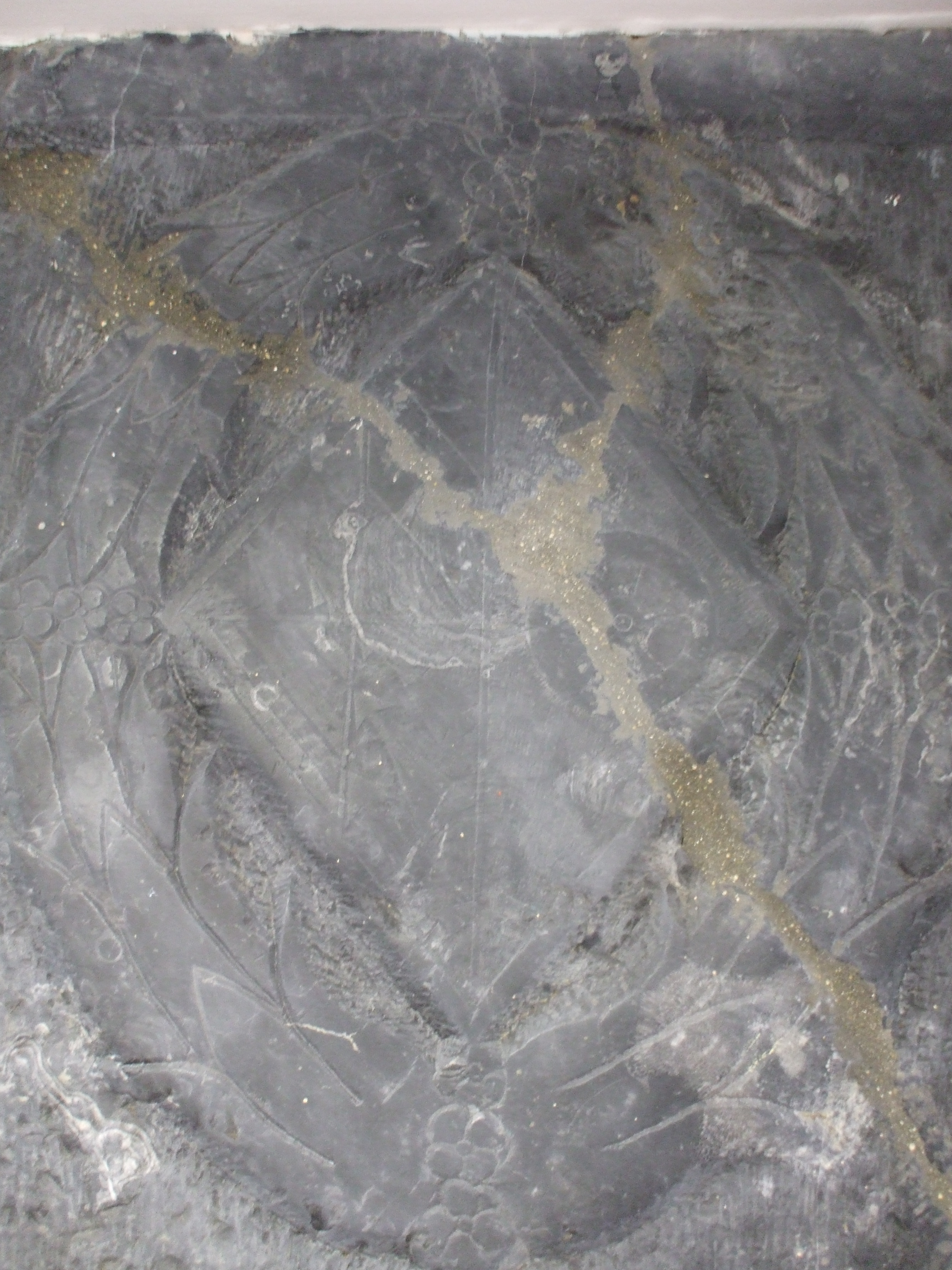
armoiries de Jeanne de Vendegies,  parti, au premier écartelé : aux 1 et 4, d'azur à trois flèches d'or, en bande, rangées en barre ; aux 2 et 3, bandé d'argent et de gueules de six pièces et au second d'or à la roue de six rayons de gueules mêlant celles de son père et celles de son mari
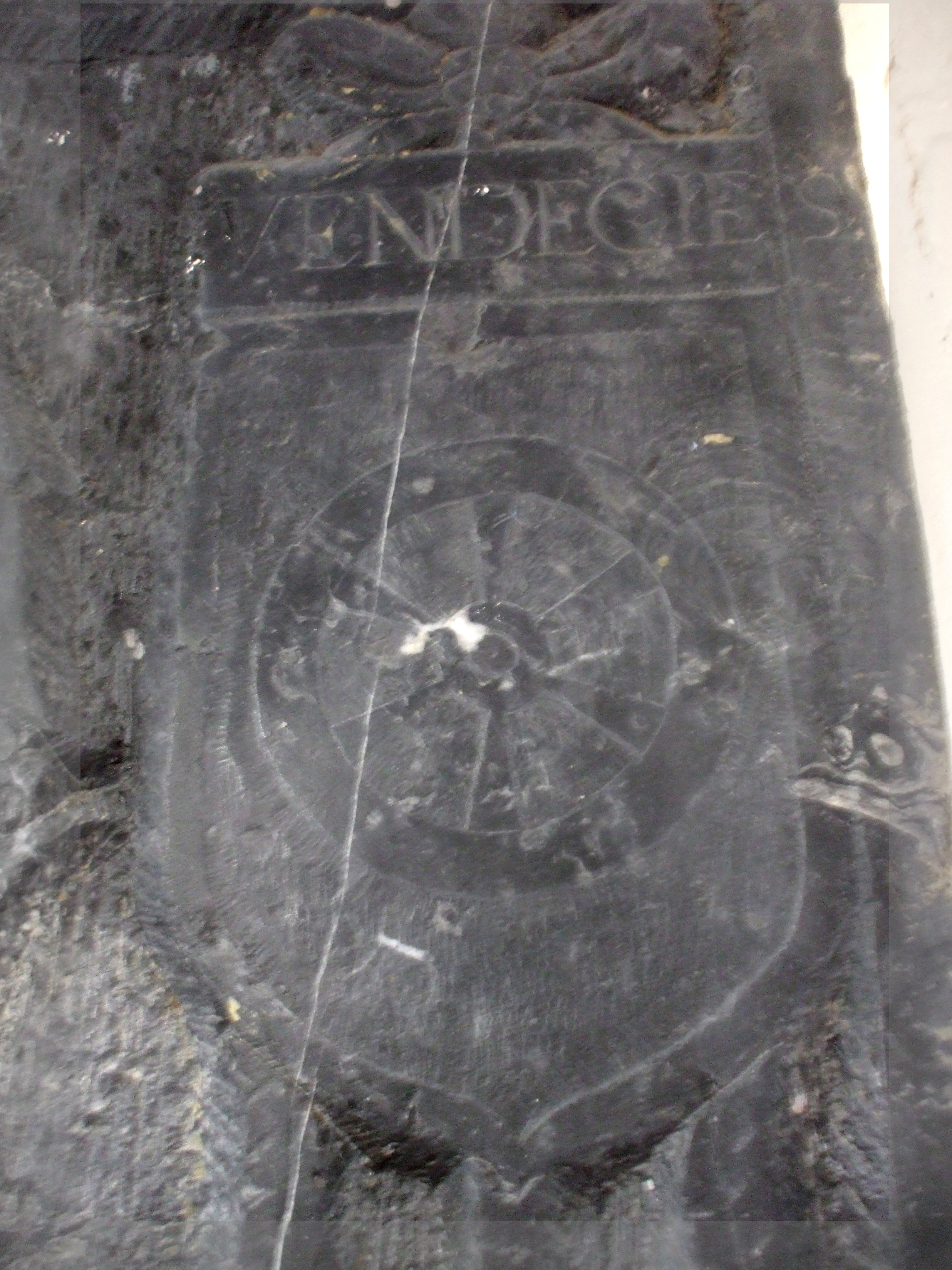
armoiries de Vendegies,  d'or à la roue de six rayons de gueules.
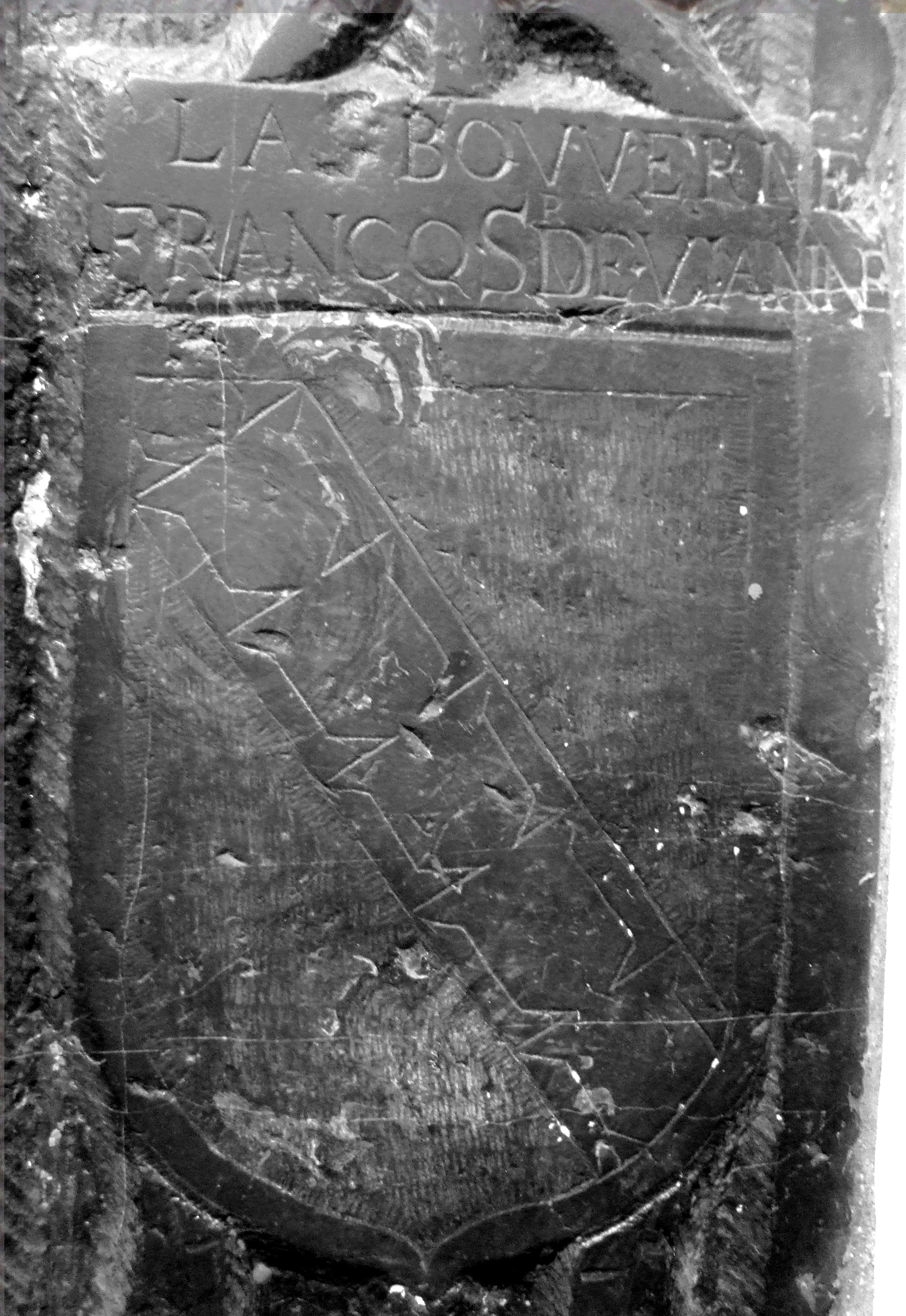
armoiries de La Bouverie de Vianne (mère de Jeanne)
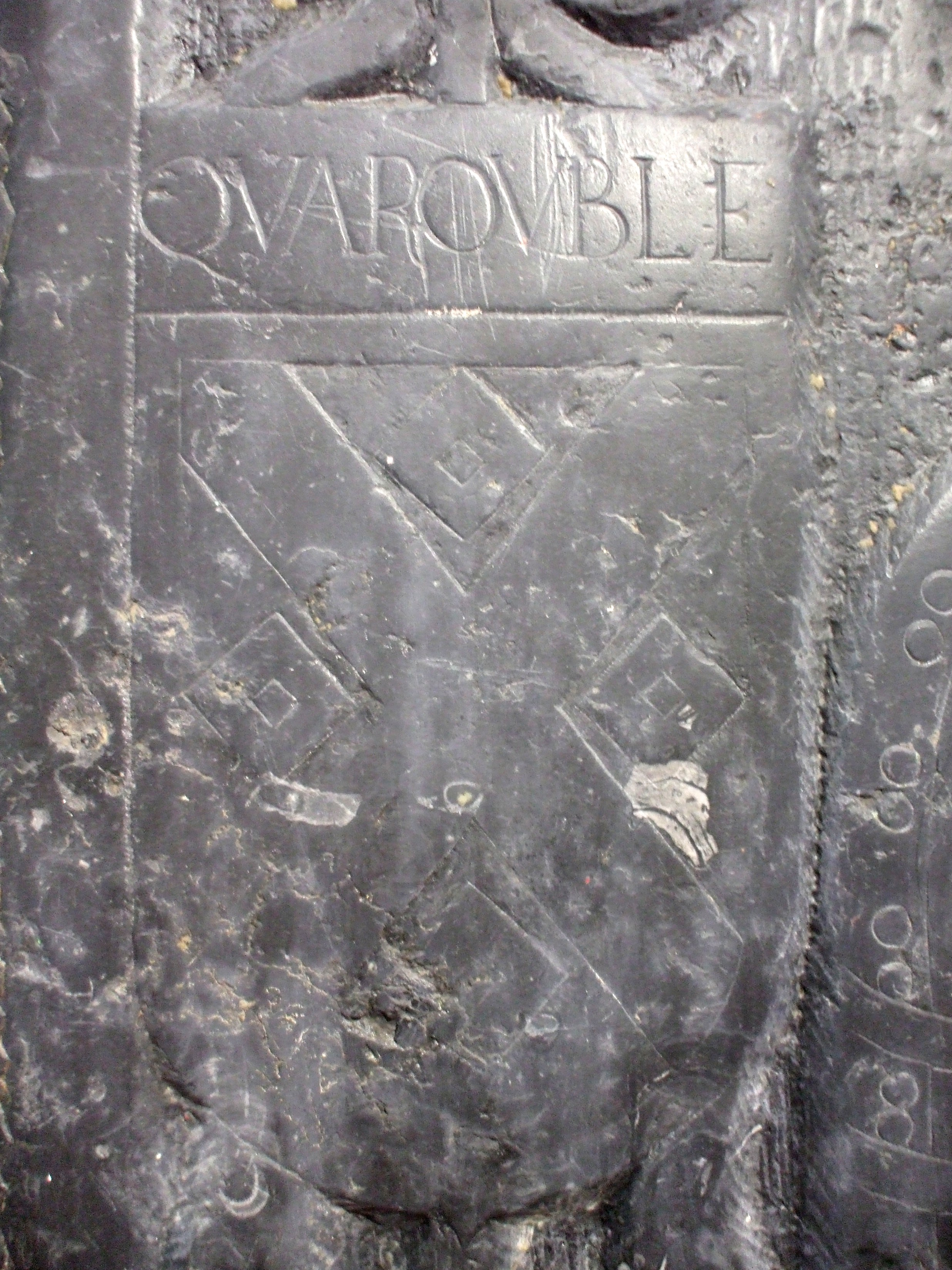
armoiries de Quarouble (mère de Jean) d'azur au sautoir d'argent cantonné de quatre macles du même
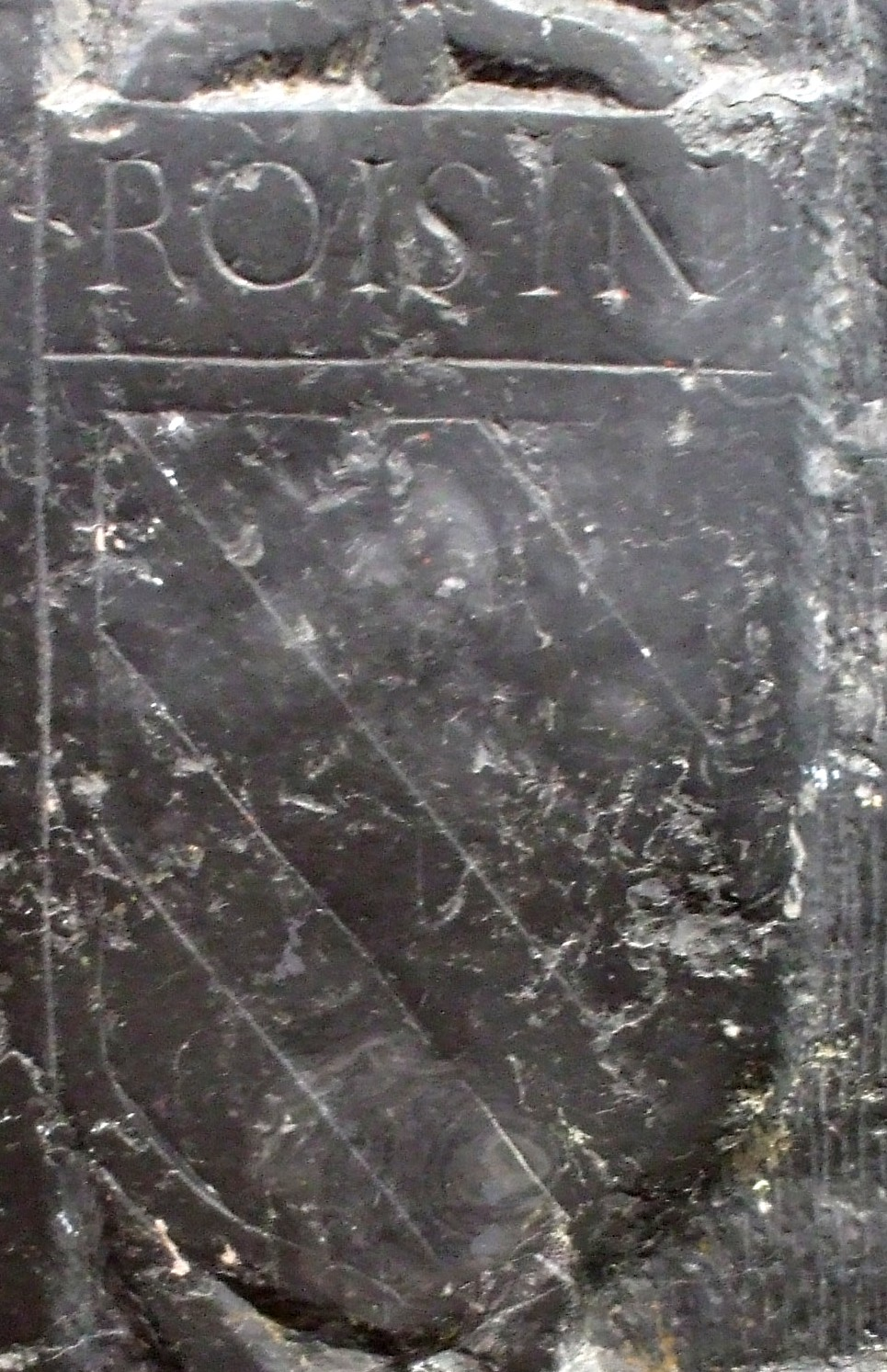
armoiries de Roisin, aujourd'hui reprises par la commune de La Flamengrie, bandé d’argent et de gueules
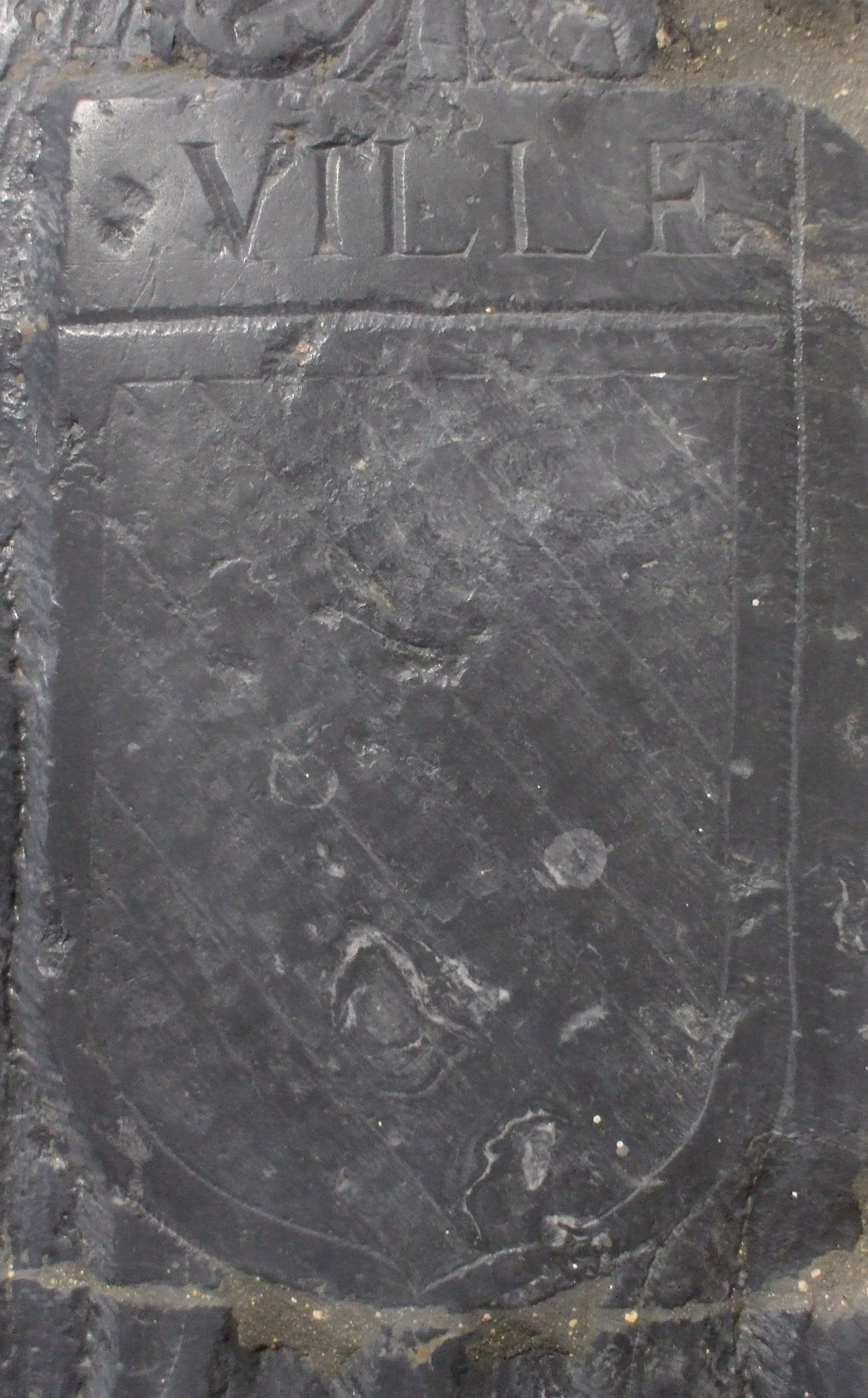
armoiries de "Ville" ?
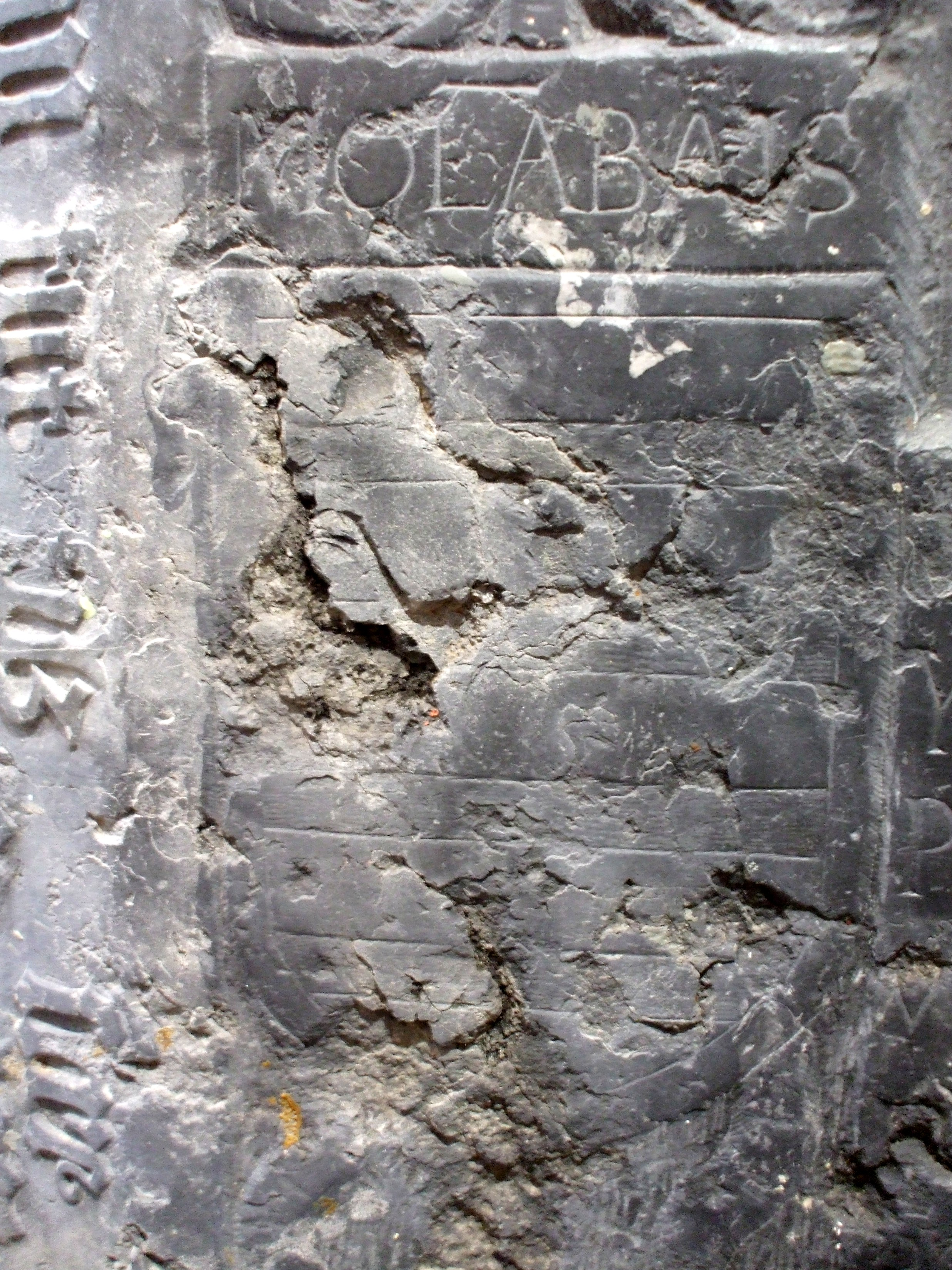
armoiries de Molabais/Maulenbaix, d'argent à trois fasces de gueules
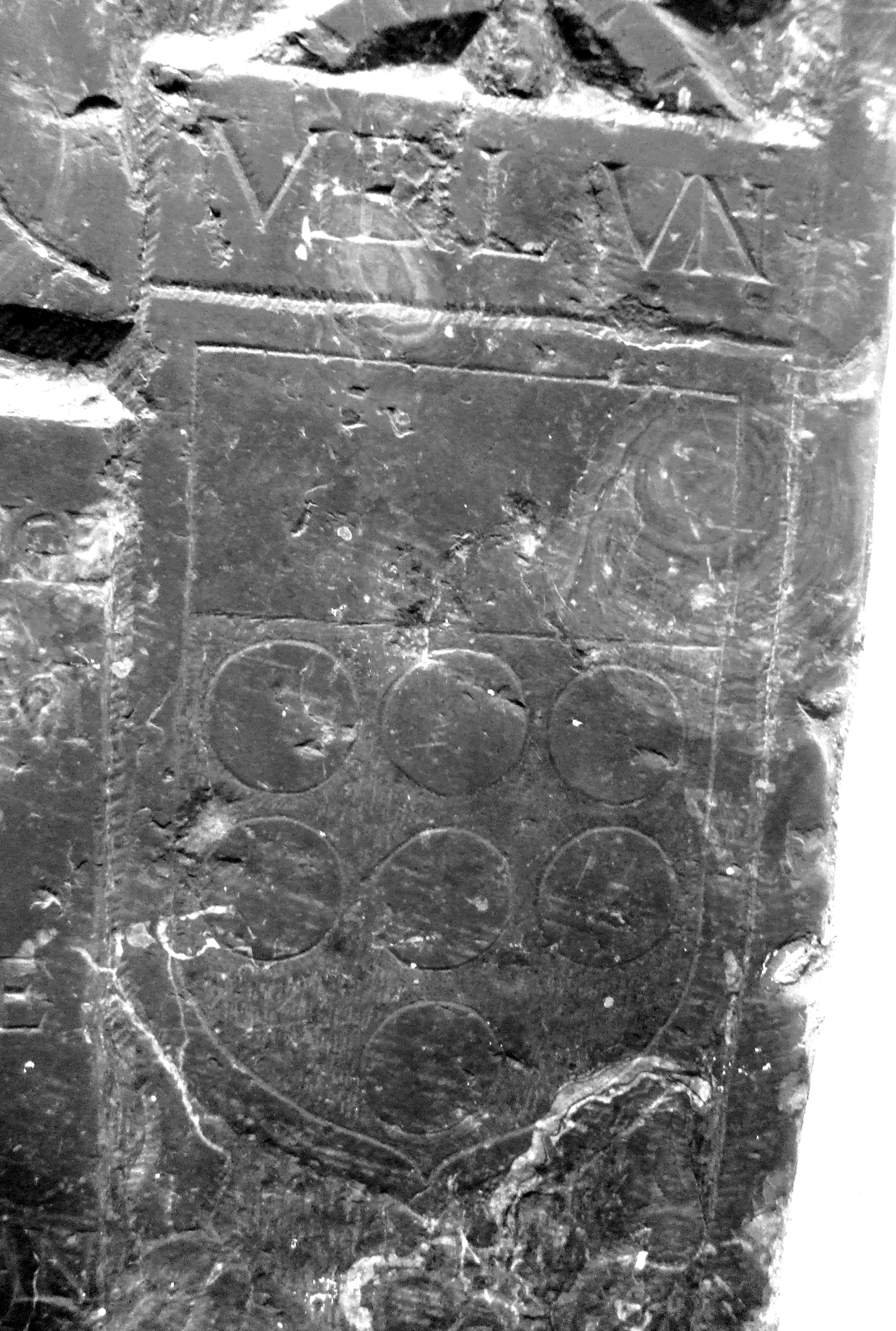
armoiries de Melun (Jeanne est la petite-fille d'Isabeau de Melun, de la Maison de Melun) d'azur, à sept besants d'or, 3, 3 et 1, au chef du même